# Ansumane Mané
Ansumane Mané (1940 – 30 novembre 2000) è stato un generale e politico guineense.

## Biografia
È stato un militare che guidò un colpo di Stato in Guinea-Bissau nel 1998 ai danni del Presidente João Bernardo Vieira. 
Il suo insediamento causò una breve ma sanguinosa guerra civile. Fu ucciso nel novembre 2000.